# 1999-2003 LASTRUM YEARS
『1999-2003 LASTRUM YEARS』は、日本のロックバンド、BEAT CRUSADERSのDVD作品である。2004年2月25日、LASTRUMよりリリース。

## 概要
BEAT CRUSADERS初のDVD作品。LASTRUMおよびインディーズでのDVD作品は本作のみである。
BEAT CRUSADERSは2003年8月に公式ページでヒダカトオル以外メンバーが全員脱退、さらに契約満了を発表、それに伴いインディーズ時代のバンドのプロデューサーであったtinycarは同日同サイトにて2004年にDVDを発売する旨を発表した。その後バンドは12月にメンバーチェンジ、レーベル移籍を行い活動を再開した。2005年7月にメジャー・デビューを果たした。
通信販売のみでリリースされた。現在は販売終了となっている。ステッカー付。
メジャー・デビュー後の2007年1月17日、本作と『BEST CRUSADERS』がセットになった『1999-2003 LASTRUM YEARS CDVD BOX』が発売された。

## 収録曲

### PV
- E.C.D.T.
- 99Luftballons
- FIRESTARTER
- WINDOM
- RATS ME (LIVE @ SHINJUKU LOFT. 2000.4.20)
- YEAH YEAH YEAH YEAH YEAH
- ISOTONIC with CAPTAIN HEDGE HOG
- BE MY WIFE
- CAPA-CITY
- 青空（THE BLUE HEARTSのカバー）
- DIGGIN' IN THE STREET with RUDE BONES
- EYES IN THE SKY
- BABY FACE with SKAYMATE'S
- BIG TIME

### LIVE @ HIBIYA, 2003/04/27
- E.C.D.T.
- J.W.A.
- CAPA-CITY
- WINDOM
- EYES IN THE SKY
- BE MY WIFE

その他、ライブドキュメント・レコーディング風景